# 平等院鳳翔館
平等院鳳翔館（びょうどういんほうしょうかん）は京都府宇治市の平等院の敷地内にある歴史博物館。2001年3月1日に開館した。「宗教法人としては初」となる総合登録博物館とうたわれている。

## 概要

### 建築的な特徴
建築家栗生明の代表作。日本芸術院賞、日本建築学会作品選奨を受賞。
住職の1人で日本造園学会会長の宮城俊作のランドスケープデザインで日本建設業連合会BCS賞、グッドデザイン賞を受賞。
全体のボリュームは地下に埋めつつも、スリットの入った庇空間は存在感を見せている。

### 設備的な特徴
- コンピュータグラフィックスを使用した堂内再現映像
- 美術工芸復元作業を収録した番組

など

## 主な収蔵品
国宝
- 梵鐘
- 雲中供養菩薩像
- 金銅鳳凰一対

国指定重要文化財
- 十一面観音菩薩立像

宇治市指定文化財
- 帝釈天像
- 地蔵菩薩像

## 刊行物
- 「鳳翔学叢」 - 研究紀要。2002年より刊行。

## 所在地
京都府宇治市宇治蓮華116

## 交通アクセス
- JR西日本奈良線宇治駅から徒歩15分